# PLL-05自行迫榴炮
PLL-05自行迫榴炮是中国研发的一种迫榴彈炮。主要武器为1门120毫米后装弹迫击炮和1挺12.7毫米高射机枪，发射迫击炮弹。4名成员，车尾有螺旋桨，可进行兩棲行驶，集迫击炮与轻型榴弹炮的特點射程较远弹道弯曲，相比大型自走砲容易佈署但火力和機動力又大於迫擊砲，可在密接前線提供小型砲兵支援，打地形遮蔽物后敌方目标。

## 概觀
05式自行迫榴炮以ZSL-92 6×6轮式装甲人员输送车为底盘，作战全重16.5吨，乘员4人，分为车长、炮长、装填手和驾驶员。动力装置为235千瓦的德国道依茨气冷柴油发动机和具备6个前进档和1个倒档的6HP500全自动变速箱。发动机功率320马力。
水上行驶靠安装在车尾两侧的2个螺旋桨推进，水上最大航速8千米／小时。公路最大行驶速度80千米／小时，最大行程500千米。其他标准配置包括：前4轮辅助动力转向装置、核生化防护系统和中央胎压调节系统，炮塔两侧分别安装有三联装电控烟幕弹发射筒。

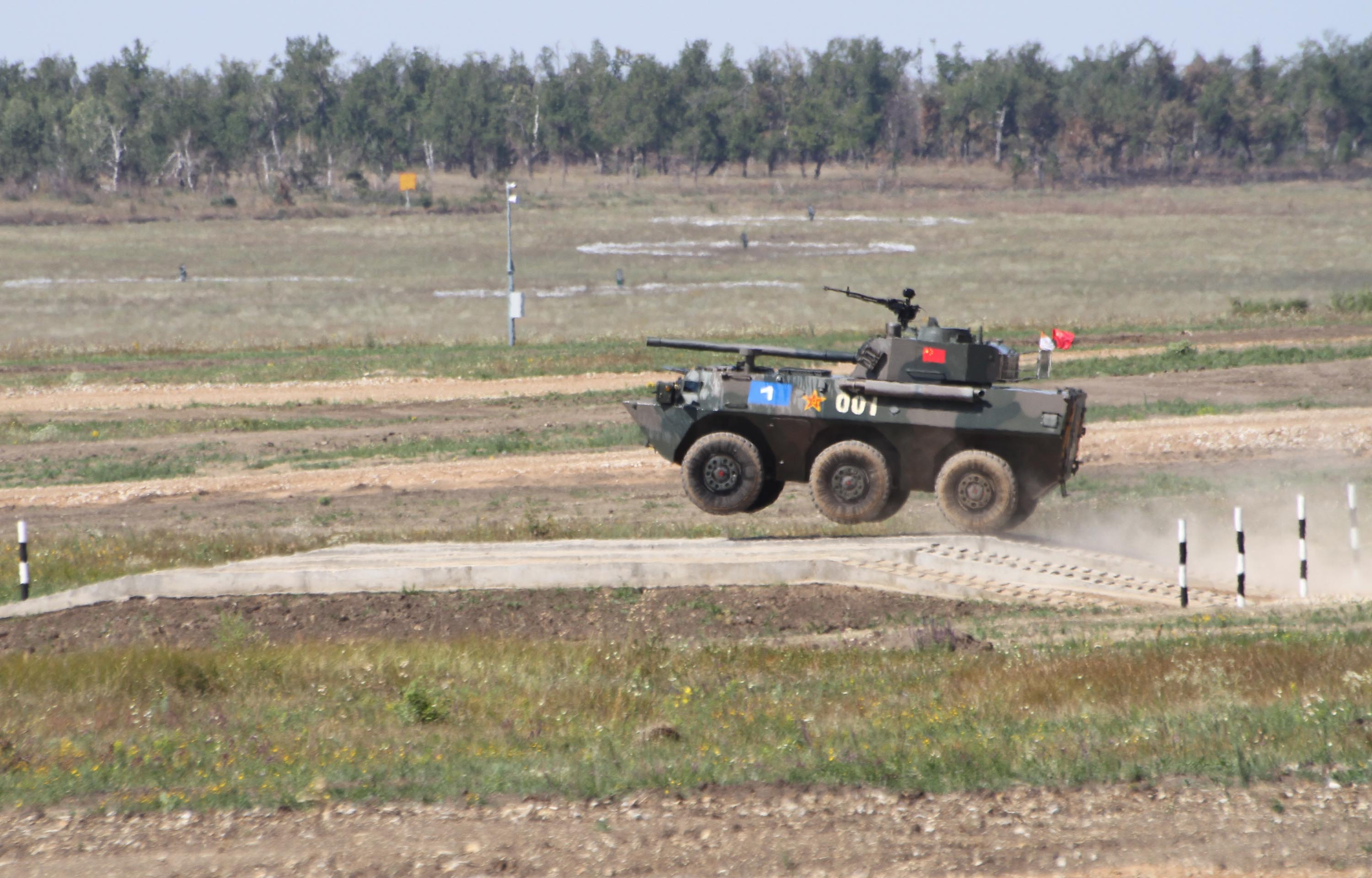
翻越障礙

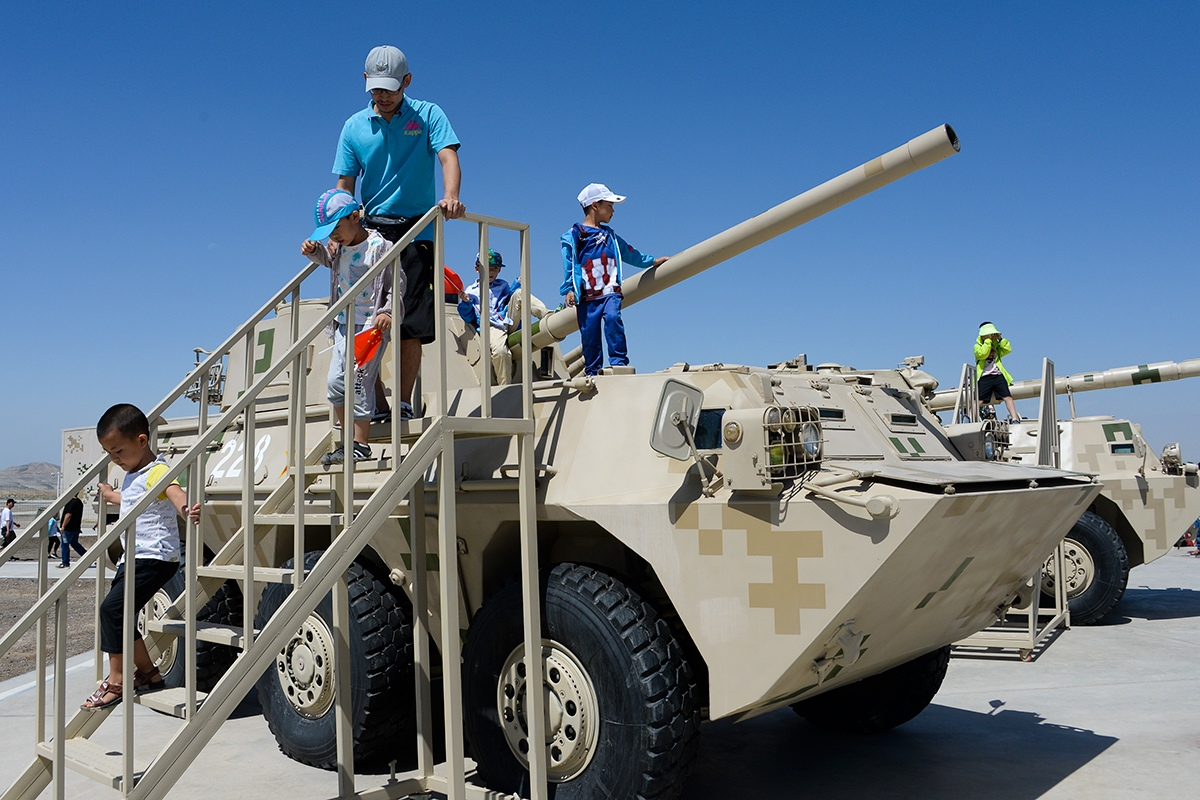
2018年在新疆的PLL-05

武器配备炮为全封闭炮塔，采用焊接结构，可360度旋转炮塔。
主要武器为1门120毫米线膛炮和1挺QJC-88 12.7毫米口径车载高射机枪。火炮身管不带炮口制退器和抽烟装置，高低俯仰范围为-4度～+80度，可发射迫击炮弹、榴弹和反坦克榴弹，既可直接瞄准射击也可间接瞄准射击，车载弹药36发。该炮的瞄准与作战模式可根据需要选择自动、半自动和手动方式。火炮安装有半自动装填系统，装备有直接瞄准射击和间接瞄准射击2种瞄准装置。榴弹最大发射速度6～8发／分钟，迫榴弹为10发／分钟，反坦克榴弹为4～6发／分钟。